# Estância
Estância – miasto i gmina w Brazylii, leży w stanie Sergipe. Gmina zajmuje powierzchnię 644,49 km². Według danych szacunkowych w 2016 roku miasto liczyło 68 846 mieszkańców. Usytuowane jest około 60 km na południowy zachód od stolicy stanu, Aracaju, oraz około 1400 km na północny wschód od Brasílii, stolicy kraju. Gmina położona jest nad Oceanem Atlantyckim. 
Nieznana jest dokładna data założenia osady na tym obszarze, lecz przypuszcza się, że miało to miejsce pod koniec XVI lub na początku XVII wieku. W 1831 roku ze względu na obiecujące warunki społeczno-ekonomiczne ówczesna wieś uzyskała prawa miejskie, a 4 maja 1848 roku została podniesiona do rangi gminy. Obecnie Estância jest głównym miastem przemysłowym stanu Sergipe – w szczególności jest ważnym ośrodkiem przemysłu włókienniczego. 
W 2014 roku wśród mieszkańców gminy PKB per capita wynosił 26 085,92 reais brazylijskich.